# Lorraine Hanriot LH.130
Le Lorraine Hanriot LH.130 était un avion de course monoplace conçu et construit en France dans l'entre-deux-guerres, par la société Hanriot, pour concourir dans la Coupe Michelin Internationale, une course aérienne organisée en France.

## Variantes
- LH.130-01
- LH.131-01
- LH.131-02